# Museo civico Antonino Olmo
Il Museo civico "Antonino Olmo" è uno dei musei civici più antichi della provincia di Cuneo. Inaugurato nel 1913 si caratterizza per illustrare non solo la storia e l’arte di Savigliano ed i suoi personaggi illustri, ma anche momenti ed episodi artistici e storici di interesse per lo meno regionale, grazie ad importanti donazioni private ricevute. Nel 1998 è stato intitolato ad Antonino Olmo, studioso locale e direttore onorario della struttura per oltre 40 anni.

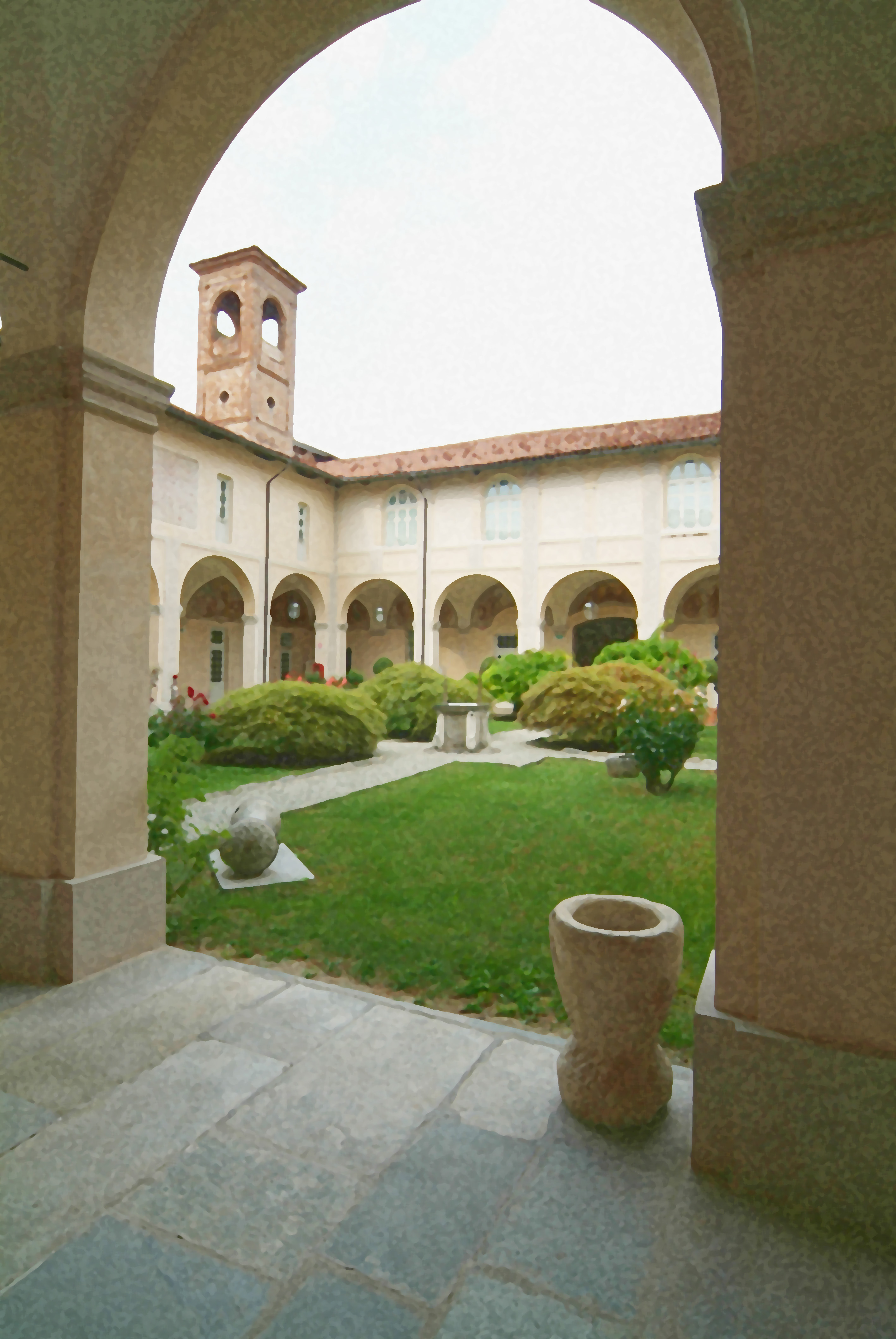
Chiostro del Museo civico, nell'ex convento di San Francesco

## Sede
Il Museo civico ha sede in un antico convento francescano, costruito tra il 1661 e il 1670, occupato dai frati fino al 1866 (tranne il periodo 1802-1816). L'annessa chiesa di San Francesco fu edificata tra il 1670 e il 1684 e definitivamente consacrata nel 1743. L'edificio ricalca lo schema dei conventi francescani diffusi in provincia fin dal Medioevo, specialmente nella distribuzione degli spazi interni e nelle forme architettoniche semplici ma armoniose.
Rimarchevoli sono le 32 lunette affrescate che raffigurano momenti della storia e dei protagonisti dell'Ordine Francescano e risalgono al primo quarto del Settecento.
Al piano inferiore dell'edificio del convento avevano sede la foresteria, il refettorio, la cucina, i laboratori comuni e la sacrestia della chiesa (ora sede degli uffici).
Al piano superiore erano collocate le celle dei frati ed i locali destinati alla scuola di filosofia e teologia per i novizi, che per due lati si affacciavano su corridoi inizialmente aperti a loggette.

## Storia
Il nucleo originale del museo deriva dal testamento del 1904 di Teresa Milanollo, famosa violinista, che lasciò alla città natale le memorie sue e della sorella Maria sotto forma di souvenir artistici, fotografie, stampe. Dopo la morte dell’astronomo Giovanni Schiaparelli – altro saviglianese insigne – il museo si ingrandì e cambiò nome in “Museo Civico”. La nobiltà locale concorse ad incrementare le raccolte con la consegna di documenti e cimeli. 
Nel 1925 il podestà Annibale Galateri trasferì le collezioni al piano nobile dell’edificio comunale: questa collocazione durò fino alla Seconda Guerra Mondiale.

Nel 1949 fu nominato direttore onorario Antonino Olmo (1902-1988), insegnante di origine biellese, studioso di storia locale e poi preside del liceo classico saviglianese.

Nel 1970 il museo venne trasferito in una nuova sede, che è quella odierna. Nel 1973 il museo ricevette una cospicua donazione di opere d'arte dalla famiglia Pensa di Marsaglia – Fruttero di Costigliole.

Nel 1973 Elena Calandra, figlia dello scultore Davide, donò un primo consistente nucleo di gessi del padre che costituì la Gipsoteca Calandra, implementata più volte nel decennio successivo.
 
Verso la fine degli anni ’90 è stato riallestito il lapidario e la sala archeologica.
 
Nel maggio 2002 è stata riaperta alle visite la Gipsoteca Calandra con un nuovo allestimento funzionale e più moderno.

Tra il 2005 ed il 2007 viene riaperto alle visite il primo piano con un nuovo ordinamento ed allestimento.
 
Nel 2009 viene riallestita l’Antica Farmacia Ospedaliera, già nell'Ospedale Santissima Annunziata di Savigliano.

## Le Collezioni
Al piano terreno:
- Lapidario (lastra tombale longobarda del presbiter Gudiris) e reperti archeologici;
- Piano in rilievo della città di Savigliano (1817);
- Antica Farmacia Ospedaliera;
- Gipsoteca Davide Calandra: calchi, bozzetti, modelli in gesso e terracotta, tra i quali il calco del fregio dell'aula di Montecitorio a Roma.

Al primo piano:
- Sala Lino Andreotti - inaugurata il 18 dicembre 1977, ospita fotografie e filmati di Lino Andreotti, alpinista e sindaco di Savigliano;
- Sale donazione Pensa di Marsaglia - Frutteri di Costigliole (trittico fiammingo delle "Storie di Giobbe"), "Crocifissione" di Defendente Ferrari, sculture e dipinti sec. XVI-XVIII;
- Pinacoteca: dipinti di artisti della scuola saviglianese sec. XVII (G.A.Molineri, I. Claret, S. Carello);
- Salette tematiche (grafica, tessili, oggetti devozionali sec. XVII-XIX);
- Collezione Attilio Bonino (pittura e scultura piemontese tra Otto e Novecento);
- Arte contemporanea (arte programmata e sperimentale degli anni ‘60/'70).